# Плаз

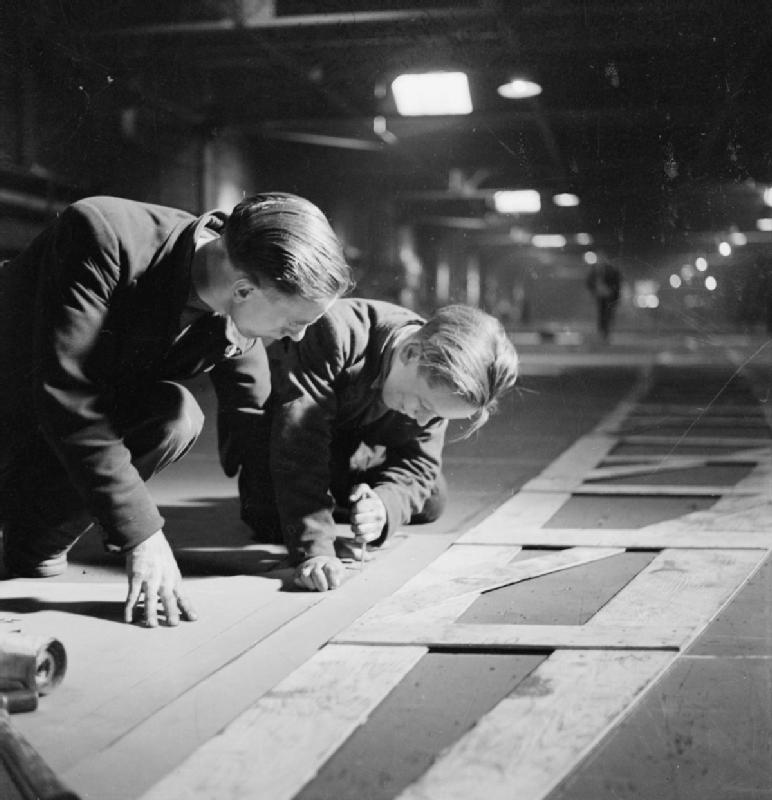
Розбивання кресленика на плазі, Тайнсайдські верфі. Фото С. Бітона, 1943 р.

Плаз (від фр. place — «місце», у самій французькій він називається salle des gabarits, salle à tracer) — майданчик, місце розбивки теоретичного кресленика судна в натуральну величину. Являє собою закрите приміщення з рівною поверхнею підлоги, часто обладнане системою кондиціонування для підтримки постійної температури і вологості. За теоретичним креслеником виготовляють шаблони листів зовнішньої обшивки і шаблони деталей набору, а так само макети складних районів корпусу. Плази застосовуються також на підприємствах авіаційної промисловості.

## Застосування
Плази поділяють на теоретичні і конструктивні.
- Теоретичний (розбивальний) плаз — призначений для викреслення (розбивання) крейдою теоретичного кресленика судна в справжню його величину. Має вигляд зали з підлогою, покритою чорною фарбою. По узгодженні кресленика корпус прорізається на підлозі ножем або нафарбовується особливою фарбою.
- Конструктивний (складальний) плаз — призначений для перекреслення з розбивального плазу кресленика корпусу судна зі справжніми обводами всіх шпангоутів, причому кожен шпангоут викреслюється з обома гілками. Являє собою гладко виструганий поміст, збитий з дощок.